# Adoptar, estendre i extingir
Adoptar, estendre i extingir, també conegut com Adoptar, estendre i exterminar, és una frase que segons el Departament de Justícia dels Estats Units, va ser utilitzada internament per Microsoft per descriure la seva estratègia per introduir productes que fan servir normes àmpliament utilitzades, l'ampliació de les normes amb capacitats propietaries i, a continuació, utilitzar aquestes diferències de perjudicar els seus competidors.

## Origen
L'estratègia i la frase "adoptar i estendre" van ser descrites per primera vegada fora de Microsoft el 1996 un article del New York Times titulat "Microsoft Trying to Dominate the Internet," ("Microsoft Tracta de dominar Internet"), en el qual John Markoff va dir, "En lloc de limitar-se a adoptar i estendre la Internet, Els crítics de l'empresa temen ara, que Microsoft té intenció d'empassarse-la. " La frase "adoptar i estendre" també apareix en una cançó còmica de motivació de l'empleat de Microsoft Dean Ballard, i, en una entrevista de Steve Ballmer pel New York Times.
La variant de la frase "adoptar, estendre i extingir", va ser introduït per primera vegada en un estudi sobre l'antimonopoli de Microsoft als Estats Units quan el vicepresident d'Intell, Steven McGeady, va testificar que el vicepresident de Microsoft Paul Maritz havia utilitzat la frase en una reunió del 1995 amb Intel per descriure l'estratègia de Microsoft pel que fa a la seva relació amb Netscape, Java, i Internet.

## Estratègia
Les tres fases de l'estratègia :
1. Adoptar: Desenvolupar el programari de manera que pugui ser substancialment compatible amb el producte amb el que es vol competir, o implementar a un estàndard pel públic.
2. Estendre: Afegir i promoure característiques que no tingui el producte competidor o part dels estàndard, creant problemes d'interoperatibilitat pels clients que intentin utilitzar l'estàndard simple.
3. Extingir: Quan les extensions esdevenen un estàndard de facto perquè esdevenen dominants al mercat, es marginen als competidors que no poden o volen ser compatibles amb les noves extensions.

Microsoft diu que l'estratègia original no és anticompetitiva, sinó més aviat una manera d'implementar característiques que els clients reclamen.

## Exemples
- Incompatibilitats del navegador: 
  - Un cas d'antimonopoli va ser la denúncia a Microsoft per afegir la compatibilitat amb els controladors d'ActiveX en el navegador d'Internet Explorer, amb l'objectiu de poder competir amb el Navegador Netscape, que tenia els components de Java i Netscape entre els seus plugins.
  - CSS: Una dècada després del sistema antimonopoli de Netscape, el navegador Opera va arxivar una queixa d'antimonopoli de la Unió Europea.[12]
  - Documents d'Office: En un document del 1998, Bill Gates va declarar en contra de mostrar els documents d'Office als navegadors de la competència perquè això suposaria "un suïcidi per la nostra plataforma".[13]
- Trencar la portabilitat de Java: La defensa dels demandants del cas també va acusar Microsoft d'utilitzar un "adoptar i estendre" l'estratègia pel que fa a la plataforma Java, que va ser dissenyat expressament amb l'objectiu de desenvolupar programes que puguin funcionar en qualsevol sistema operatiu, sigui Windows, Mac, o Linux. Al legar que, en ometre la interfície antiga de Java de la seva aplicació i proporcionar J / directa per un cap semblant, Microsoft Windows deliberadament lligada programes Java a la seva plataforma, el que els fa inutilitzables en els sistemes Mac i Linux. Segons una comunicació interna, Microsoft va intentar minimitzar la capacitat multiplataforma de Java i fer que "només l'última, la millor manera d'escriure aplicacions de Windows." Microsoft va pagar a Sun 20 milions de dòlars dels EUA el gener de 2001 per resoldre el resultat de les repercussions jurídiques seu incompliment de contracte.[14] [16][15]
- Més coses de Java: Una nova demanda entre Microsoft i Java el 2002 es va resoldre per 2 milions de dòlars.[16][16][17]
- Treball en xarxa: El 2000, una extensió del protocol de xarxa de Kerberos (un estàndard d'Internet) s'inclou en Windows 2000, negant de manera efectiva tots els productes, excepte les formulades per l'accés a un Microsoft Windows 2000 Server utilitzant Kerberos. La pròrroga es va publicar a través d'un executable, el funcionament requereix d'acord amb una NDA, es desestimi l'aplicació de tercers (especialment els de codi obert). Per permetre als desenvolupadors de l'aplicació de les noves característiques, sense haver d'acceptar la llicència, els usuaris de Slashdot enviar el document (sense tenir en compte la CND), que permet de manera efectiva els desenvolupadors de tercers per a accedir a la documentació sense haver d'acceptar el NDA. Microsoft va respondre preguntant Slashdot per eliminar el contingut.[18][19][20]
- Missatgeria instantània: L'any 2001, de CNet News.com va descriure el cas de la missatgeria instantània com un cas de "adoptar, estendre, extingir" de Microsoft.[21] Es va "adoptar" el protocol d'AOL, l'estàndard de facto de la dècada del 1990 i el 2000.
- Temors d'Adobe:Adobe Systems es va negar a deixar que les aplicacións de Microsoft incorposresin suport per PDF, citant temors a EEE.[22] Les versions actuals de Microsoft Office sí que donen suport a PDF així com a molts altres estàndards d'ISO.[23][24][25]
- Testimonis d'empleats: El 2007, Ronald Alepin va donar testimoni jurat d'expert dels demandants al cas Comes contra Microsoft en què va citar els missatges interns de Microsoft per justificar l'afirmació que l'empresa feia servir intencionalment aquesta pràctica.[26]

## Variant
Una variant més vella de la frase és "adoptar, estendre i després innovar" a les memòries del 1994 de J Allard "Windows: The Next Killer Application on the Internet" per a Paul Maritz i altres executius de Microsoft. El llibre comença amb un fons d'Internet en general, i llavors proposa una estratègia per convertir Windows en la propera "killer app" d'Internet.

## Empreses alienes a Microsoft
Durant les guerres de navegadors, altres empreses a més Microsoft van introduir extensions no compatibles amb els estàndards. Per exemple, el 1995, Netscape va implementar la "font" tag, entre altres extensions d'HTML, sense buscar que fos compatible amb els estàndards. El 2004, a fi d'evitar una repetició de les "guerres de navegadors", i el consegüent cúmul de normes en conflicte, d'Apple (fabricants de Safari), Mozilla (creadors del Firefox), Google (de Chrome) i Opera (fabricants del navegador Opera) van formar el Web Hypertext Application Technology Working Group (WHATWG) per a crear estàndards oberts per complementar els de la World Wide Web Consortium. Microsoft ha negat fins ara a unir-se, citant la manca d'una política de patents del grup com a raó.